# Andrés Díaz
Andrés Alejandro Díaz (Rosario, 21 marzo 1983) è un ex calciatore argentino, di ruolo centrocampista.